# Маркезино-Бово (Верона)
Маркезино-Бово је насеље у Италији у округу Верона, региону Венето.
Према процени из 2011. у насељу је живело 1754 становника. Насеље се налази на надморској висини од 43 м.